# 이웃집 야마다군
《이웃집 야마다군》(となりの山田くん, My Neighbors The Yamadas)은 일본에서 제작된 다카하타 이사오 감독의 1999년 애니메이션, 가족, 코미디 영화이다. 마스오카 토오루 등이 주연으로 출연하였고 마이클 존슨 등이 제작에 참여하였다. 도쿠마 쇼텐, 닛폰 TV 방송망, 하쿠호도, 부에나 비스타 홈 엔터테인먼트를 위해 스튜디오 지브리가 애니메이션을 그렸고 도호와 쇼치쿠에 의해 공동 배급되었다.

## 출연

### 주연
- 마스오카 토오루
- 아사오카 유키지

### 조연
- 아라키 마사코/신용우/윤동기
- 우노 나오미/양정화/최명빈
- 야노 아키코
- 미야코 초초
- 나카무라 타마오
- 토미타 야스코
- 후루타 아라타
- 에가와 스구루

## 기타
- 원작자: 이시이 히사이치
- 프로듀서: 릭 뎀시
- 프로듀서: 네드 로트